# Cichlasoma
Cichlasoma ist eine Gattung der Buntbarsche (Cichlidae). Sie leben im tropischen Südamerika östlich der Anden, in Gewässern mit Klar- und Weißwasser.

## Merkmale
Cichlasoma-Arten ähneln denen der Gattung Aequidens, im Unterschied zu diesen haben sie einen hell umrandeten Fleck an der Basis ihrer Rückenflosse, einen dunklen vor dem Kiemendeckel und einen unregelmäßigen Fleck auf der Schwanzflosse. Meist tragen die Fische sechs Querstreifen an den Körperseiten. Ihre Schuppen sind relativ groß, die Basis der Rücken- und Afterflosse sind im Unterschied zu Aequidens, Krobia, Bujurquina, Tahuantinsuyoa, den meisten Laetacara und Nannacara mehr oder weniger beschuppt. Wildlebende Fische werden meist nicht länger als zehn Zentimeter, bei einigen Arten können die Männchen auch 15 Zentimeter lang werden, Weibchen bleiben stets kleiner.

## Arten
Ursprünglich war Cichlasoma eine Sammelgattung, zu der fast 200, auch mittelamerikanische und sehr groß werdende Arten gezählt wurden. Nachdem Gattungen, die lange Zeit als Synonym von Cichlasoma galten, wieder gültig wurden (z. B. Amphilophus, Archocentrus, Caquetaia, Herichthys, Heros, Hoplarchus, Hypselecara,  Paraneetroplus, Theraps, Thorichthys und Tomocichla) bzw. nach der Aufstellung neuer Gattungen (Amatitlania, Cincelichthys, Chiapaheros, Chocoheros, Cryptoheros, Isthmoheros, Mayaheros, Mesoheros, Rocio, Talamancaheros und Trichromis) für ehemals Cichlasoma zugeordnete Arten werden gegenwärtig noch folgende Arten in die Gattung Cichlasoma eingeordnet.
Cichlasoma sensu stricto

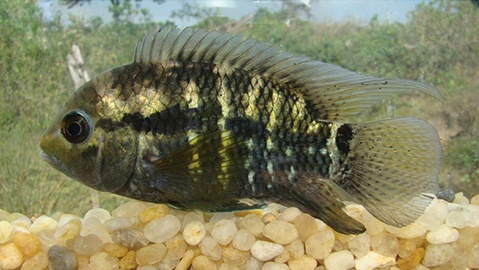
Cichlasoma orientale

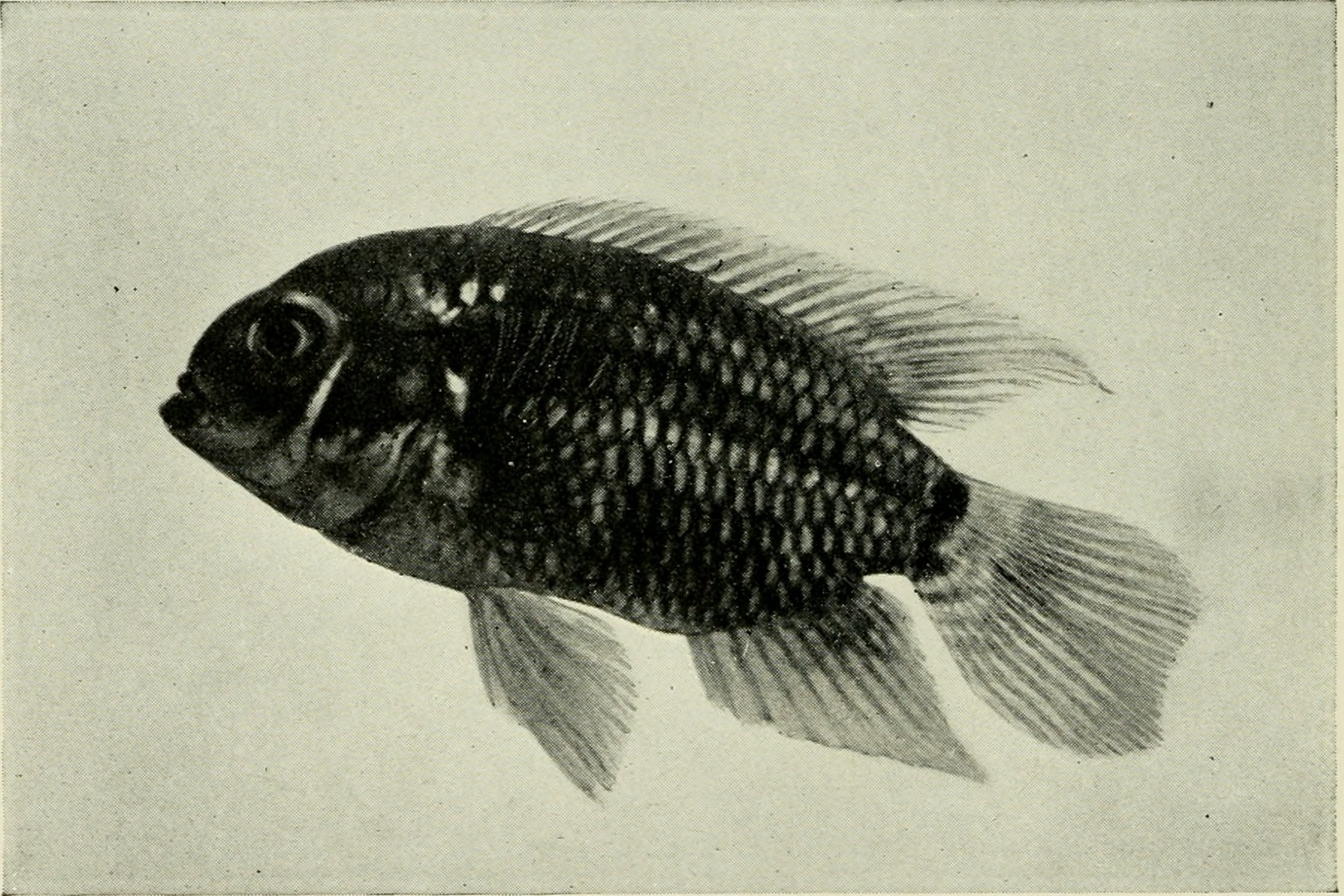
Cichlasoma portalegrensis

- Cichlasoma amazonarum Kullander, 1983
- Cichlasoma araguaiense Kullander, 1983
- Cichlasoma bimaculatum (Linnaeus, 1758) (Typusart)
- Cichlasoma boliviense Kullander, 1983
- Cichlasoma dimerus (Heckel, 1840)
- Cichlasoma orientale Kullander, 1983
- Cichlasoma orinocense Kullander, 1983
- Cichlasoma paranaense Kullander, 1983
- Cichlasoma portalegrensis (Hensel, 1870)
- Cichlasoma pusillum Kullander, 1983
- Cichlasoma sanctifranciscense Kullander, 1983
- Cichlasoma taenia (Bennett, 1831)
- Cichlasoma zarskei Ottoni, 2011